# Cierva C.24
Il Cierva C.24, indicato anche come de Havilland C.24, fu un autogiro utility biposto, con rotore tripala, progettato da Juan de la Cierva e sviluppato dall'azienda aeronautica britannica de Havilland Aircraft Company nei primi anni trenta.
Realizzato in un unico esemplare, venne utilizzato in alcune competizioni aeronautiche, rimanendo in condizioni di volo fino ai primi anni cinquanta.

## Storia del progetto
Nei primi anni trenta, l'azienda britannica de Havilland Aircraft decise di avviare lo sviluppo di un nuovo modello di autogiro destinato al mercato dell'aviazione civile da diporto e sportiva in collaborazione con la Cierva Autogiro Company. Il progetto, curato dall'ingegnere spagnolo Juan de la Cierva, prevedeva di abbinare il rotore tripala del precedente Cierva C.19 Mk.IV a parte della cellula profondamente modificata dell'aereo da turismo de Havilland DH.80 Puss Moth, mantenendone l'apparato motoelica, rimuovendo l'originale piano alare collocato alto sulla fusoliera con uno di minore apertura collocato basso e rinforzato con robuste aste di controvento, ridisegnando l'impennaggio e impiegando un innovativo, per l'epoca, carrello d'atterraggio triciclo anteriore.
Il prototipo, il c/n 710 costruito presso le strutture dell'aerodromo di Stag Lane, nel London Borough of Barnet, venne immatricolato G-ABLM e portato in volo per la prima volta nel settembre 1931 con de la Cierva ai comandi. Dopo le prime prove di volo, effettuate con successo tra Stag Lane e Hanworth, venne deliberato il 23 aprile 1932.

## Tecnica
Il C.24 era un autogiro che riproponeva l'aspetto generale dei suoi predecessori, con fusoliera chiusa biposto abbinata ad un rotore libero e carrello d'atterraggio fisso.
La fusoliera, realizzata con struttura in tubi d'acciaio saldati e ricoperta in tela trattata, integrava la cabina di pilotaggio a due posti affiancati, chiusa e accessibile dal lato destro da uno sportello di tipo automobilistico. Posteriormente terminava in un impennaggio, costituito da piani orizzontali a sbalzo dotati di elementi verticali stabilizzatori alle estremità e un grande timone verticale posto all'apice della struttura.
Il rotore era del tipo tripala, libero, sostenuto da una struttura a tripode collegata alla parte superiore della fusoliera e racchiusa da una cofanatura con funzioni aerodinamiche.
Il carrello d'atterraggio era un triciclo anteriore fisso, con gli elementi principali indipendenti e ammortizzati abbinati all'elemento anteriore posizionato sotto la parte anteriore della cellula.
La propulsione era affidata ad un motore de Havilland Gipsy III, un 6 cilindri in linea rovesciato raffreddato ad aria in grado di erogare una potenza pari a 120 hp (90 kW), posizionato sul naso dell'aerodina, racchiuso da una cofanatura metallica e abbinato ad un'elica bipala in legno a passo fisso. Lo stesso, tramite un albero di trasmissione ed una frizione disinseribile dal pilota, aveva anche il compito di mettere in rotazione il rotore in fase di decollo.